# جورج ديفيدسون
جورج ديفيدسون (بالإنجليزية: George Davidson)‏ (و. 1825 – 1911 م) هو عالم فلك، وجغرافي من الولايات المتحدة الأمريكية.
توفي عن عمر يناهز 86 عاماً.

## التعليم
تعلم في Girard College ‏.